# Попов, Вениамин Николаевич
Вениами́н Никола́евич Попо́в (1869, Пермская губерния — 1945, Петрозаводск) — русский живописец, заслуженный деятель искусств Карельской АССР (1939), Народный художник Карело-Финской ССР (1944).

## Биография
Родился в семье священника 27 июля 1869 года[по какому календарю?] в Юговском заводе, в Пермской губернии.
В 1891—1898 годах учился в Высшем художественном училище при Императорской академии художеств. По окончании училища стажировался в мастерской Ильи Репина. Получил звание классного художника 2-й степени (1894) за картину «Тяжёлая утрата» и звание художника (1898) за картины «За тканьём» и «Прибило».
Его картина «За тканьем», написанная в 1898 году, получила международное признание и демонстрировалась на выставках в Москве, в Мюнхене (1901), в Сен-Луи (1904).
С 1 августа 1909 года преподавал рисование в 1-м Петербургском реальном училище.
На выставке в 1912 году в Санкт-Петербурге экспонировалась его картина «Водопад Кивач», в 1914 году на выставке в Санкт-Петербурге — картина «Карельская невеста». По заказу Петербургской академии наук в 1915 году пишет портрет академика Ф. Ф. Фортунатова.
С 1919 года жил и работал в Петрозаводске.
В 1919—1921 годах работал директором и преподавал основы живописи в Петрозаводской художественной школе-мастерской.
В 1921—1935 годах преподавал рисование и живопись в Петрозаводском педагогическом техникуме.
В 1936 году принят в Союз художников СССР, в 1936—1941 годах преподавал в изостудии Петрозаводского дома народного творчества.
Работал в жанрах пейзажа («Видлицкий водопад», 1928; «Осень в Карелии», 1937 и др.), портрета («Карелка», 1913; «Девочка в платке», 1944 и др.) и бытового жанра («Зимняя лесовывозка», 1936; «Подлёдный лов», 1937 и др.).
Значительная часть работ художника была утрачена в годы Советско-финской войны (1941—1944).
С именем В. Н. Попова связано формирование профессиональной станковой живописи в Карелии, среди его учеников карельские художники А. И. Кацеблин, М. А. Макарьевский, И. В. Черных, И. В. Гильберт, К. Л. Буторов, С. Х. Юнтунен, архитектор А. М. Митрофанов, искусствовед Т. А. Хаккарайнен и другие.
Работы художника экспонировались на Всероссийской выставке (1929), Всесоюзной (1946), выставке художников Ленинграда в Москве (1935, 1941), выставке художников Карелии в Ленинграде (1937) и Москве (1951), на персональных выставках (1920, 1928, 1938).
Произведения хранятся в Национальном музее Республики Карелия и Музее изобразительных искусств Республики Карелия.
Умер 22 сентября 1945 года в Петрозаводске. Похоронен на Зарецком кладбище.